# 가브리엘 호우
가브리엘 제네비브 호우(영어: Gabrielle Genevieve Haugh, 1996년 1월 7일 ~ )는 미국의 여배우이다.

## 출연 작품

### 영화
- 2016: 어머니, 위험한 상황에서도 잠을 잘 수 있나요? ... 흡혈귀
- 2016: 미드나잇 맨 ... 알렉스 루스터
- 2017: 연구소 ... 앨리슨
- 2017: 지퍼스 크리퍼스 3 ... 애디슨 "애디" 브랜든
- 2019: 시계에 맞서 ... 아멜리아
- 2022: 요새: 저격수의 눈 ... 여자 이름
- 2023: 캘리포니아의 괴물들 ... 켈리
- 2024: 보니야드 ... 셀레나

### 텔레비전 드라마
- 2017: 루머의 루머의 루머 ... 로라
- 2017: 우리 생애 나날들 ... 제이드 마이클스
- 2018: 어른스럽다 ... 에밀리
- 2019: 스피치리스 ... 타라